# أنديرة ثلاثية الأوراق
أنديرة ثلاثية الأوراق (الاسم العلمي:Andira trifoliolata) هي نوع من النباتات تتبع جنس الأنديرة من الفصيلة البقولية.